# Лодыгино (Вологодская область)
Лодыгино — деревня в Тотемском районе Вологодской области.
Входит в состав Вожбальского сельского поселения, с точки зрения административно-территориального деления — в Вожбальский сельсовет.
Расстояние по автодороге до районного центра Тотьмы — 43 км, до центра муниципального образования деревни Кудринская — 1 км. Ближайшие населённые пункты — Антушево, Давыдково, Кудринская, Мишуково, Пахтусово, Сергеево, Шулево.
По переписи 2002 года население — 2 человека.

## Известные уроженцы
- Куприянов, Дмитрий Андреевич (1901—1971), генерал-лейтенант, Герой Советского Союза.